# Kościół św. Jana Chrzciciela w Zimnicach Wielkich
Kościół św. Jana Chrzciciela – rzymskokatolicki kościół parafialny w Zimnicach Wielkich. Świątynia należy do parafii św. Jana Chrzciciela w Zimnicach Wielkich, w dekanacie Prószków, w diecezji opolskiej. Obiekt został wpisany do rejestru zabytków nieruchomych województwa opolskiego.

## Historia kościoła
Kościół został zbudowany w XV wieku, przebudowa jego miała miejsce w XVIII wieku (m.in. dobudowano wieżę), natomiast w latach 1932–1934 został rozbudowany. W 1945 roku, w wyniku działań wojennych, został uszkodzony. W dawnym prezbiterium zachowała się gotycka polichromia z XV wieku, na którą składają się dekoracyjne pasy, wici roślinne, ptaki, rozety, a na zworniku Orzeł Śląski. Na ścianie świątyni widać renesansową polichromię z przełomu XVI i XVII wieku.